# Championnat d'Estonie de football 1994-1995
Navigation
Saison précédente Saison suivante
La saison 1994-1995 du Championnat d'Estonie de football était la 4e édition de la première division estonienne à poule unique, la Meistriliiga. Les 8 clubs jouent les uns contre les autres lors de 2 phases de poules.
C'est le FC Flora Tallinn qui remporte le championnat après avoir terminé en tête de la poule pour le titre. C'est le 2e titre de champion d'Estonie de son histoire. Le club réalise d'ailleurs le doublé en remportant également la Coupe d'Estonie.

## Les 8 clubs participants
| - FC Flora Tallinn - FC Norma Tallinn - Tallinna Sadam - FC Lantana Tallinn (anciennement FC Nikol Tallinn) | - FC Narva Trans - Spordis ESDAG Tartu - JK Vaprus Pärnu - Promu de D2 - JK Eesti Põlevkivi Jõhvi |

## Compétition

### Première phase
Le système de points est modifié à partir de cette saison puisqu'une victoire vaut désormais 3 points au lieu de 2. Le barème servant à établir le classement se décompose donc ainsi :
- Victoire : 3 points
- Match nul : 1 point
- Défaite : 0 point

| Rang | Équipe                   | Pts | J  | G  | N | P  | Bp | Bc | Diff |
| ---- | ------------------------ | --- | -- | -- | - | -- | -- | -- | ---- |
| 1    | FC Flora Tallinn         | 34  | 14 | 10 | 4 | 0  | 32 | 4  | +28  |
| 2    | FC Lantana Tallinn       | 33  | 14 | 10 | 3 | 1  | 44 | 7  | +37  |
| 3    | FC Narva Trans           | 26  | 14 | 7  | 5 | 2  | 23 | 9  | +14  |
| 4    | Sadam Tallinn            | 25  | 14 | 7  | 4 | 3  | 29 | 11 | +18  |
| 5    | JK Eesti Põlevkivi Jõhvi | 18  | 14 | 5  | 3 | 6  | 25 | 16 | +9   |
| 6    | FC Norma Tallinn         | 10  | 14 | 3  | 1 | 10 | 9  | 51 | -42  |
| 7    | JK Vaprus Pärnu P        | 7   | 14 | 2  | 1 | 11 | 12 | 35 | -23  |
| 8    | Spordis ESDAG Tartu      | 4   | 14 | 1  | 1 | 12 | 6  | 47 | -41  |

|  | Qualifié pour le barrage pour le titre        |
|  | Participation au barrage promotion-relégation |

### Deuxième phase

#### Poule pour le titre
Les équipes classées de la 1re à la 6e place à l'issue de la première phase se disputent le titre de champion d'Estonie au sein d'une poule où chacune des équipes rencontre 2 fois ses adversaires. Chaque équipe démarre la seconde phase avec la moitié des points acquis lors de la première phase.
| Rang | Équipe                   | Pts | J  | G | N | P | Bp | Bc | Diff |
| ---- | ------------------------ | --- | -- | - | - | - | -- | -- | ---- |
| 1    | FC Flora Tallinn T C     | 41  | 10 | 7 | 3 | 0 | 27 | 6  | +21  |
| 2    | FC Lantana Tallinn       | 40  | 10 | 7 | 2 | 1 | 26 | 9  | +17  |
| 3    | FC Narva Trans           | 26  | 10 | 4 | 1 | 5 | 9  | 15 | -6   |
| 4    | Sadam Tallinn            | 25  | 10 | 4 | 0 | 6 | 11 | 14 | -3   |
| 5    | JK Eesti Põlevkivi Jõhvi | 21  | 10 | 4 | 0 | 6 | 17 | 24 | -7   |
| 6    | FC Norma Tallinn         | 8   | 10 | 1 | 0 | 9 | 6  | 28 | -22  |

#### Poule promotion-relégation
Les 2 dernières équipes de la première phase retrouvent les équipes classées de la 1re à la 4e place d'Esiliiga pour disputer la poule de promotion-relégation. Les 2 premiers à la fin de la compétition joueront en Meistriliiga la saison prochaine, les quatre autres participeront à la deuxième division, l'Esiliiga.
| Rang | Équipe                   | Pts | J  | G | N | P | Bp | Bc | Diff |
| ---- | ------------------------ | --- | -- | - | - | - | -- | -- | ---- |
| 1    | JK Tervis Pärnu (D2)     | 22  | 10 | 7 | 1 | 2 | 32 | 8  | +24  |
| 2    | JK Vaprus Pärnu (D1)     | 18  | 10 | 6 | 0 | 4 | 35 | 24 | +11  |
| 3    | Tallinna JK (D2)         | 18  | 10 | 6 | 0 | 4 | 20 | 20 | 0    |
| 4    | JK Dünamo Tallinn (D2)   | 15  | 10 | 4 | 3 | 3 | 43 | 16 | +27  |
| 5    | Lelle SK (D2)            | 10  | 10 | 3 | 1 | 6 | 8  | 44 | -36  |
| 6    | Spordis ESDAG Tartu (D1) | 3   | 10 | 0 | 3 | 7 | 8  | 34 | -26  |

### Barrage promotion-relégation
Un ultime barrage est organisé entre le 6e de la poule pour le titre et le 2e de la poule promotion-relégation pour déterminer le club qui va descendre en Esiliiga.
| Équipe 1        | Résultat | Équipe 2         | Aller | Retour |
| --------------- | -------- | ---------------- | ----- | ------ |
| JK Vaprus Pärnu | 3 - 2    | FC Norma Tallinn | 3 - 2 | 0 - 0  |

## Bilan de la saison
| Tableau d'Honneur                 |                  |
| Compétition                       | Vainqueur        |
| Championnat d'Estonie de football | FC Flora Tallinn |
| Coupe d'Estonie de football       | FC Flora Tallinn |

| Qualifications européennes |                    |
| Coupe des Coupes 1995-1996 | Qualifié           |
| Tour préliminaire          | FC Lantana Tallinn |
| Coupe UEFA 1995-1996       | Qualifié           |
| 1er tour                   | FC Flora Tallinn   |
| Coupe Intertoto 1995       | Qualifié           |
| Tour préliminaire          | JK Tervis Pärnu    |

| Promotion et relégation |                                      |
| Relégués en Esiliiga    | Spordis ESDAG Tartu FC Norma Tallinn |
| Promus en Meistriliiga  | FC Tevalte Tallinn JK Tervis Pärnu   |